# شکارچی بیگانه
شکارچی بیگانه (انگلیسی: Alien Hunter) یک فیلم علمی-تخیلی محصول مشترک آمریکا و بلغارستان و به کارگردانی رونالد کراوس است که در سال ۲۰۰۳ منتشر شد.

## داستان فیلم
در سال ۱۹۴۷ نیومکزیکو، یک اپراتور رادیویی سیگنال عجیبی را دریافت می‌کند که از رازول، نیومکزیکو می‌آید. او تصمیم می‌گیرد منشأ سیگنال را بررسی کند و برای دنبال کردن آن بیرون می‌رود و دیگر هرگز دیده نمی‌شود. امروز و همین سیگنال از قطب جنوب دریافت می‌شود و سپس از جزایر فالکلند به ایالات متحده ارسال می‌شود. یک تصویر ماهواره ای از یک شی ناشناخته نشسته بر روی برف قطب جنوب گرفته می‌شود. جولیان روم (جیمز اسپیدر) رمزارز، معلم دانشگاه کالیفرنیا، برکلی، برای بررسی این راز دعوت شده‌است. او به یک پایگاه تحقیقاتی قطب جنوب فرستاده می‌شود که شامل گلخانه ای عظیم از گیاهان اصلاح شده ژنتیکی است که توسط دانشمندان بررسی می‌شود. آنها چیزی را پیدا می‌کنند که به نظر می‌رسد یک وسیله نقلیه بیگانه است که در یک بلوک بزرگ از یخ منجمد شده‌است. جسم ناشناخته به شکل یک پوسته یا غلاف است و سیگنال رمزگذاری شده مرموز را منتشر می‌کند. هنگامی که از یخ آزاد می‌شود، جولیان متوجه می‌شود که یک بار الکتریکی ساکن قوی روی سطح خود دارد و هر کسی که آن را لمس می‌کند به طرز دردناکی شوکه می‌کند. جولیان سعی می‌کند سیگنال را رمزگشایی کند (که به زودی ثابت می‌شود: "باز نکن!")، در حالی که تیم دیگری برای باز کردن پوسته بیگانه تلاش می‌کند. آنها موفق به بریدن درپوش می‌شوند، که اجازه می‌دهد یک مایع بیگانه چسبناک بیرون بریزد. یک بیگانه نیز فرار می‌کند و در همان زمان یک ویروس معلق در هوا که در پوسته بسته شده‌است، چهار عضو تیم علمی را با ذوب کردن آنها از درون می‌کشد. این ویروس همچنین تمام گیاهان را می‌کشد و آنها را پژمرده و قهوه ای می‌کند. این ویروس دارای سرعت انتقال غیرمعمول بالا و حدت شدید است. در عرض چند دقیقه پس از قرار گرفتن در معرض هر کسی را می‌کشد. دولت از ویروس بیگانه و خطر جهانی آن آگاه است. آنها از یک زیردریایی اتمی روسی می‌خواهند که قبل از گسترش تهدید، یک موشک هسته ای به پایگاه شلیک کند. هنگامی که زیردریایی به موقعیت شلیک خود نزدیک می‌شود، جولیان موفق می‌شود با بیگانه ارتباط برقرار کند، قبل از اینکه متأسفانه توسط یکی از بازماندگان کشته شود. جولیان متوجه می‌شود که اگر هر یک از بازماندگان پایگاه را زنده ترک کنند، ویروس کشنده بیگانه باعث ایجاد یک بیماری همه گیر می‌شود که تمام زندگی روی زمین را نابود می‌کند. فقط چند ثانیه قبل از اصابت موشک، او و سه نفر دیگر، شلی، کیت و دکتر گیراچ، توسط یک فضاپیمای بیگانه (که در همان سیگنالی که جولیان در حال مطالعه بود، در آنجا قرار گرفته بود) از پایگاه نجات می‌یابند. پس از آن، دولت با این ادعا که یک رآکتور هسته ای آزمایشی در پایگاه ذوب شد و همه تأسیسات را ویران کرد و همه را به قتل رساند، کمپین پنهانکاری را به راه انداخت. این فیلم با فضاپیمای بیگانه به پایان می‌رسد که همچنان بازماندگان انسان را حمل می‌کند و منظومه شمسی را ترک می‌کند.